# ヤン・シマーク
ヤン・シマーク（Jan Šimák 1978年10月13日 - ）は、チェコ・ターボル出身の元同国代表サッカー選手。ポジションはMF（攻撃的MF）。

## 略歴
チェコ代表として1試合出場（2002年8月21日、スロバキアとの親善試合）した経験を持つ。2004年から2007年までACスパルタ・プラハに在籍していたが、出場機会は少なく、2007-08シーズンからドイツ・ブンデスリーガ2部のFCカールツァイス・イェーナへ移籍。2008年7月からは1部のVfBシュトゥットガルトへ移籍。

## 代表歴
- チェコ代表
  - 2002年8月21日 - A代表初出場  - スロバキア代表戦